# 個別学習
個別学習（こべつがくしゅう）とは、児童生徒のそれぞれの能力、資質に応じて、それぞれの自発性を尊重して、学習目標を達成させようとする学習形態。単に1人で誰にも頼らずに、自分のペースで学ぶという独学とは一線を画する。一斉授業では、個々の生徒の関心や興味には充分に対応することが出来ないので、ひとりひとりの個性や関心を尊重し、それを伸ばすために取り入れられる学習形態のひとつ。「学習のつまづき」や「思考の誤り」を発見し、それを克服させるというところも大切と言われる。一斉授業、グループ学習と合わせて、それぞれの長所短所を活かすために相補的に採用されるもの。